# ZIMPOL/CHEOPS

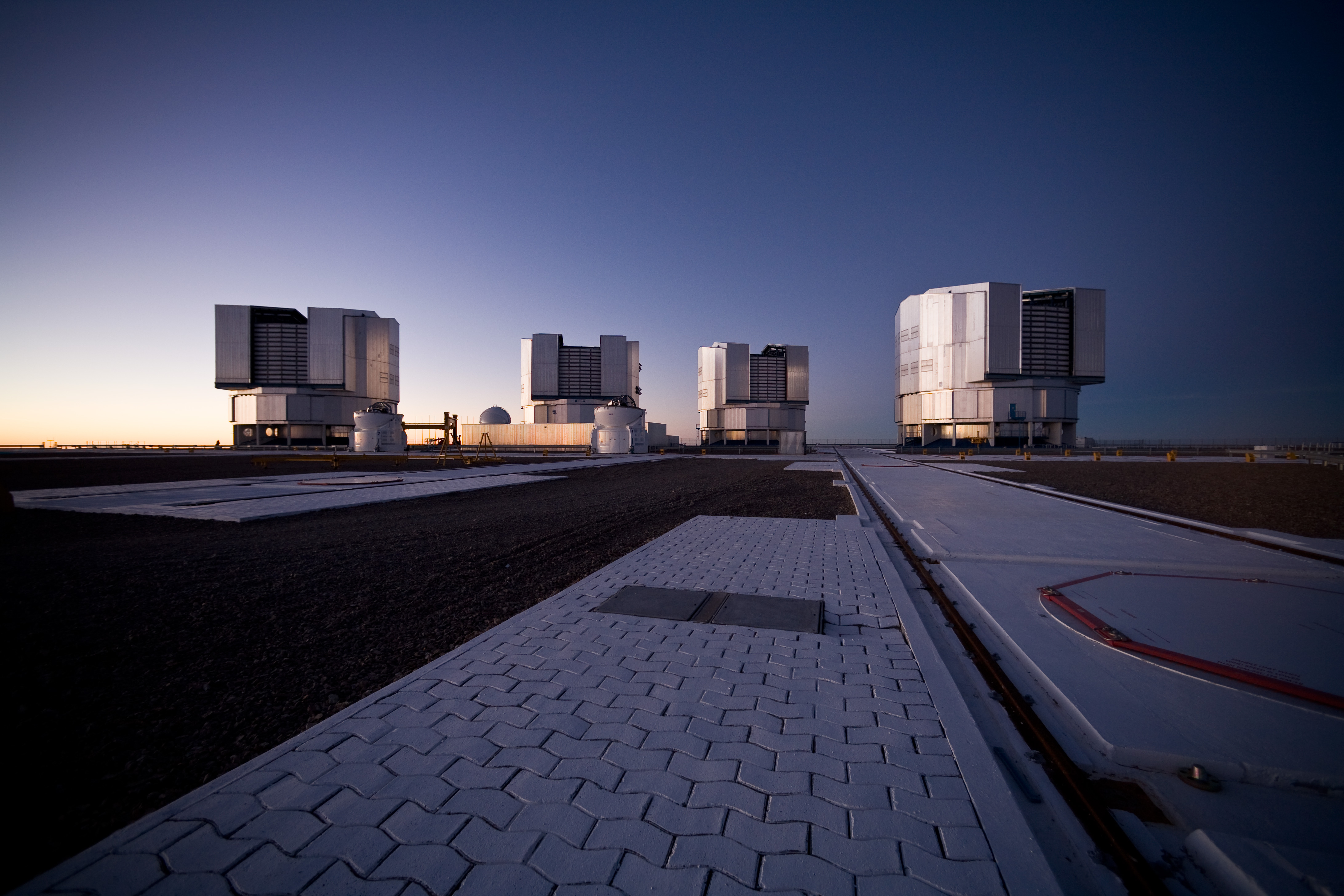
El Very Large Telescope(VLT)

ZIMPOL/CHEOPS es una cámara polarimétrica desarrollada para el Very Large Telescope con el fin de detectar en forma directa planetas extrasolares.  La cámara es operada por el Observatorio Europeo del Sur en el Cerro Paranal, Desierto de Atacama en el norte de Chile.
CHEOPS es la sigla «de caracterización de exoplanetas por Opto-polarimetría y espectroscopia infrarroja»,  (en inglés) (CHaracterizing Exo-planets by Opto-infrared Polarimetry and Spectroscopy).
ZIMPOL es la sigla de «Polarímetro de imagen de Zurich», (en inglés) (Zurich IMaging POLarimeter).